# Rogue : L'Ultime Affrontement
Pour les articles homonymes, voir Rogue et War.
Pour plus de détails, voir Fiche technique et Distribution.
Rogue : L'Ultime Affrontement ou Guerre au Québec (War) est un film d'action américain réalisé par Philip G. Atwell, sorti en 2007. War présente la deuxième collaboration entre Jet Li et Jason Statham, ils ont joués pour la première fois lors du film The One sorti en 2001 et se retrouveront dans la trilogie des Expendables. L'agent du FBI John Crawford (Jason Statham) est déterminé à abattre un mystérieux assassin connu sous le nom de Rogue (Jet Li), après le meurtre de son partenaire Tom Lone (Terry Chen).
Le film suit l'agent du FBI John Crawford qui n'a plus qu'une obsession : retrouver Rogue, celui que tout désigne comme étant le coupable de l'assassinat de son meilleur ami et partenaire de travail, et se faire justice lui-même. Mais comment attraper le plus redoutable des tueurs, un véritable fantôme capable d'apparaître n'importe où pour semer le chaos avant de s'évaporer dans la nature ? Lorsque Rogue refait surface, aussi mystérieux qu'insaisissable, il déclenche une guerre spectaculaire entre la Triade chinoise et les Yakuza japonais. Malgré les risques, Crawford est plus que jamais décidé à en finir avec Rogue et se jette dans la mêlée. Alors que la guerre des gangs fait rage, Crawford va s'approcher de plus en plus de son ennemi et découvrir le secret qui se cache derrière chaque combat.

## Synopsis
Lors d'une fusillade contre des Yakuza japonais dans un entrepôt portuaire de San Francisco, les agents du FBI John Crawford (Jason Statham) et Tom Lone (Terry Chen) tombent face au célèbre assassin Rogue (Jet Li), un ancien tueur de la CIA qui travaille maintenant pour les Yakuza japonais. Rogue tend une embuscade à Crawford et est sur le point de l'exécuter lorsque Lone apparaît et tire sur Rogue au visage, le faisant tomber à l'eau. Le corps de Rogue n'a jamais été retrouvé et il est présumé mort. Cependant, Rogue survit et riposte contre Lone, sa femme et sa fille. Il les tue, brûle leur maison et laisse leurs trois cadavres dans les cendres.
Trois ans plus tard, Rogue réapparaît, travaillant pour le patron chinois de la Triade, Li Chang (John Lone). Tout en travaillant avec Chang, Rogue déclenche secrètement une guerre entre les Triades et les Yakuza, dirigée par Shiro Yanagawa (Ryo Ishibashi). Rogue attaque d'abord un club dirigé par les Yakuza en tuant les gangsters et plus tard les coureurs afin de récupérer une paire de chevaux en or antiques, héritage familial de Chang.
Désormais agent principal du groupe de travail sur la criminalité asiatique du FBI, Crawford est déterminé à traquer Rogue et à se venger de la mort de Lone. La poursuite obsessionnelle de Crawford pour Rogue a eu un impact sur sa vie personnelle, le faisant s'éloigner de sa famille. Crawford est sur le point d'attraper Rogue à la suite des diverses tueries provoquées par ce dernier contre les Triades et les Yakuza, mais Rogue parvient toujours à garder une longueur d'avance.
En fin de compte, les actions de Rogue ont gagné la confiance de Chang et de Yanagawa. Rogue réussit à tuer Chang, mais épargne la femme et l'enfant de ce dernier, allumant le Yakuza. Avec la mort de Chang, Yanagawa apparaît en Amérique, dans l'intention d'étendre les opérations commerciales des Yakuza. Cependant, il est confronté à Crawford et au FBI; Crawford présente à Yanagawa la preuve que Rogue l'a trahi et a épargné la famille de Chang, mais Yanagawa refuse d'aider Crawford à localiser Rogue.
Plus tard, Rogue livre personnellement les chevaux à Yanagawa. Connaissant la trahison de Rogue, Yanagawa le capture et lui demande l'emplacement de la famille de Chang. Rogue renverse les rôles sur les hommes de Yanagawa et les tue tous, et s'engage dans un combat à l'épée contre Yanagawa lui-même. Yanagawa découvre que le vrai Rogue a été tué en tentant d'assassiner Lone. Celui-ci à son tour s'est modifié chirurgicalement pour assumer l'identité de l'assassin. Lone révèle que ses actions ont toutes été conçues pour le mettre face à face avec Yanagawa, afin qu'il puisse tuer l'homme qui a ordonné la mort de sa famille. Yanagawa révèle que Crawford était dans sa poche tout ce temps et responsable de la fuite de l'identité et de l'adresse du domicile de Tom Lone au vrai voleur. Irrité, Lone désarme et décapite Yanagawa.
Pendant ce temps, la femme de Chang reçoit un colis de Lone, contenant l'un des deux chevaux d'or qui appartient à la famille de Chang et un message disant "Faites une nouvelle vie". La fille de Yanagawa reçoit également un colis avec le même message et à l'intérieur de la boîte se trouve la tête de son père. Lone appelle alors Crawford pendant qu'il range son bureau, lui demandant de le rencontrer à l'entrepôt du quai où ils ont fait leur dernière enquête. Avant de se rendre à l'entrepôt, Crawford demande l'aide de Goi (Sung Kang), un tireur d'élite du FBI qui a aidé Crawford tout au long de l'enquête.
À l'entrepôt, Crawford et Lone s'affrontent dans un combat au corps à corps intense dans lequel Lone révèle sa véritable identité à Crawford.
Cela fait, Crawford est dévasté et révèle qu'il travaillait pour Yanagawa à l'époque mais qu'il n'avait aucune idée que Rogue était toujours en vie. Il a ensuite été soumis à un chantage pour donner l'adresse de Lone à Yanagawa en pensant que les hommes de celui-ci n'y allaient que pour "le brutaliser un peu". Depuis, Crawford était en colère contre lui-même et voulait se venger de Rogue et des personnes impliquées dans ce qu'il pensait être la mort de son partenaire.
Crawford demande pardon, mais Lone refuse et lui tire dans le dos après que Crawford ait sauté devant la ligne de mire de Goi pour empêcher un coup mortel. Le lendemain, Lone quitte la ville pour commencer une nouvelle vie.

## Fiche technique
- Titre français : Rogue : L'Ultime Affrontement
- Titre québécois : Guerre
- Titre original : War
- Réalisation : Philip G. Atwell
- Producteurs : Steve Chasman, Christopher Petzel et Jim Thompson
- Scénario : Lee Anthony Smith et George J. Bradley
- Production exécutive : Peter Block, Mike Elliott et Michael Paseornek
- Directeur de la photographie : Pierre Morel
- Musique : Brian Tyler
- Montage : Scott Richter
- Maquillage : Jason Ward
- Sociétés de production : Lionsgate Films Inc, Current Entertainment, Fierce Entertainment et Mosaic Media Group
- Sociétés de distribution : Lionsgate, Metropolitan Filmexport
- Budget : 25 millions $
- Genre : action, policier et thriller
- Durée : 103 minutes
- Dates de sortie : 
  -  États-Unis : 24 août 2007
  -  Québec : 24 août 2007
  -  France : 5 septembre 2007
  -  Belgique : 5 septembre 2007
- Film interdit aux moins de 12 ans lors de sa sortie en France.

## Distribution
- Jet Li (V.F. : Pierre-François Pistorio ; V.Q. : Patrick Chouinard) : Rogue
- Jason Statham (V.F. : Boris Rehlinger ; V.Q. : Sylvain Hétu) : l'agent du FBI John Crawford
- John Lone (V.F. : Guy Chapellier ; V.Q. : Martin Watier) : Chang
- Devon Aoki (V.F. : Laura Préjean) : Kira, la fille de Shiro
- Luis Guzmán (V.F. : Marc Alfos ; V.Q. : Manuel Tadros) : Benny
- Saul Rubinek (V.Q. : Patrice Dubois) : Dr Sherman
- Ryo Ishibashi (V.F. : Gabriel Le Doze ; V.Q. : Denis Mercier) : Shiro, le père de Kira
- Sung Kang (V.F. : Damien Ferrette ; V.Q. : Joël Legendre) : Koi
- Mathew St. Patrick (V.F. : Gilles Morvan ; V.Q. : Louis-Philippe Dandenault) : Wick
- Nadine Velazquez : Maria
- Andrea Roth (V.F. : Juliette Degenne ; V.Q. : Isabelle Miquelon) : Jenny Crawford
- Mark Cheng (V.Q. : Jean-François Beaupré) : Wu Ti
- Kennedy Lauren Montano : Ana
- Terry Chen : Tom Lone (début du film)
- Steph Song (V.Q. : Mélanie Laberge) : Diane Lone
- Annika Foo : Amy Lone
- Nicholas Elia (V.Q. : Aliocha Schneider) : Daniel Crawford
- Kenneth Choi : Takada
- Eric Keenleyside : Leevie
- Paul Jarrett (V.Q. : Benoît Gouin) : Gleason
- Johnson Phan (V.F. : Serge Faliu) : Joey Ti
- Jung Yul Kim : Yuzo
- Hiro Kanagawa : Yoshido
- Wilken Yam : Wong
- Aaron Au : Eddie
- Kane Kosugi : Yakuza
- Nadia Farès (V.F. : elle-même) : Agent Jade

## Accueil

### Critiques
Sur les Rotten Tomatoes, le film a un taux d'approbation de 14 % basé sur les avis de 58 critiques. Sur Metacritic, le film obtient une note de 36⁄100 basée sur les critiques de 15 critiques. Les spectateurs interrogés par CinemaScore ont attribué au film une note de qualité B.
L'accueil en France est aussi négatif, puisque pour 10 critiques, le site AlloCiné lui attribue une moyenne de 1.7⁄5.

### Box-office
Le film a connu peu de succès, avec seulement 22 486 409 dollars sur le territoire américain et 40 452 643 dollars au total dans le monde entier, pour un budget de 25 000 000 dollars.
En France le film réalise seulement 205 393 entrées, en Espagne 257 542 entrées et en Royaume-Uni 148 986 entrées.
| Pays ou région    | Box-office      | Date d'arrêt du box-office | Nombre de semaines |
| ----------------- | --------------- | -------------------------- | ------------------ |
| États-Unis Canada | 22 486 409 $    | 4 octobre 2007             | 6                  |
| France            | 205 393 entrées | -                          | -                  |
| Total mondial     | 40 452 643 $    | -                          | -                  |

## Autour du film
- C'est la deuxième collaboration entre Jet Li et Jason Statham après The One. Ils se retrouveront dans la trilogie des Expendables.